# Иван Антонов (офицер)
Иван Филаретович Антонов (на руски: Иван Филаретович Антонов) е руски офицер, полковник. Участник в Руско-турската война (1877 – 1878).

## Биография
Иван Антонов е роден през 1838 г. в станица Патинабинова, Област на Донската войска, в семейството на потомствен казашки дворянин. Ориентира се към военното поприще според казашката традиция. Започва военна служба в 23-ти Донски казашки полк (1853).
Бойното му кръщение е в Кримската война от 1853 – 1856 г. Награден е с бронзов медал „В памет за войната 1853 – 1856“. Продължава военната служба в Кавказ. Награден е със сребърен медал „За покоряването на Източен и Западен Кавказ“.
Участва в Руско-турската война (1877 – 1878). с военно звание есаул и командир на 3-та сотня от 30-и Донски казашки полк, която овладява Севлиево на 2 юли 1877 г. Организира местното управление и заедно с отряд от българи-доброволци защитава града в продължение на три денонощия. Награден е с орден „Свети Георги“ IV степен (1877).
Проявява се в състава на сборния отряд с командир полковник Алексей Жеребков при първото превземане на Ловеч на 5 юли 1877 г. Награден е с орден „Свети Владимир“ IV степен с мечове и бант. Отличава се при третата атака на Плевен и в действията на Ловешко-Севлиевския отряд с командир генерал-лейтенант Павел Карцов за овладяването на Тетевен. Награден е с орден „Света Ана“ III степен с мечове и бант.
След войната достига до военно звание полковник. Уволнява се от армията през 1884 г.
Умира през 1887 г.
Улица в Севлиево е наименувана „Иван Антонов“